# Ґрей Ла Спіна
Фанні Ґрей Бреґґ, відома як Ґрей Ла Спіна (10 липня 1880 — 17 вересня 1969) — американська письменниця, що опублікувала понад 100 оповідань, серій, повістей і одноактних п'єс. Її історії з'являлися в Metropolitan, Black Mask, Action Stories, Ten-Story Book, The Thrill Book, Weird Tales, Modern Marriage, Top-Notch Magazine, All-Story, Photoplay та багатьох інших журналах.

## Біографія
Народилася 10 липня 1880 року в Вейкфілді, штат Массачусетс. Її батько був методистським священиком. У 1898 році вступила в шлюб з Ральфом Ґейслером, через два роки народила дочку Селію. Наступного року помер її чоловік. У 1910 році стала дружиною барона Роберта Ла Спіна, італійського аристократа.
Її перша надприродна історія, «Вовк у степах», була продана Thrill Book у 1919 році. Вона посіла друге місце в конкурсі оповідань журналу Photoplay 1921 року, отримавши приз у розмірі 2500 доларів.
Її перша і єдина книга в твердій обкладинці, роман «Загарбники з темряви», була опублікована Arkham House у 1960 році.

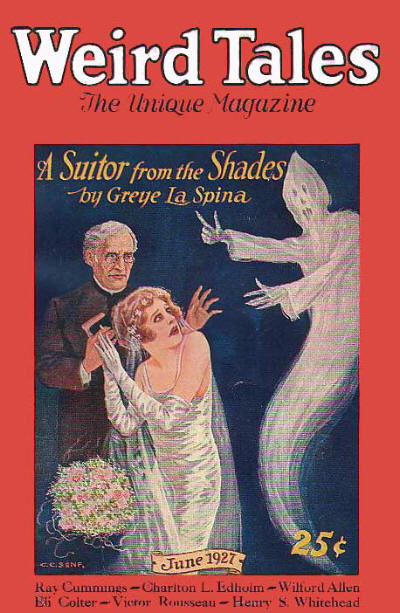
«Залицяльник із тіні» Ла Спіни був сюжетом для обкладинки «Дивних оповідань» за червень 1927

## Вибрані оповідання
- «Основний інгредієнт» (Trill Book, 1919)
- «Сідло на платформі» (Photoplay, квітень 1921 р.)
- «Черепашачий кіт» (Weird Tales, листопад 1924)
- «Шал коханої» (Дивні казки, лютий 1925)
- «Гаргойл» (Дивні казки, вересень-листопад 1925)
- «Чорний басейн» (Дивні казки, червень 1932)
- «Зловісна картина» (Дивні казки, вересень 1934)
- «У смерті руде волосся» (Weird Tales, вересень 1942)
- «Великий пан тут» (Weird Tales, листопад 1943)
- «Антимакассар» (Weird Tales, травень 1949)
- «Старий містер Вайлі» (Weird Tales, березень 1951)